# Aeroporto de Simão Dias
O Aeroporto de Simão Dias (IATA: ***, ICAO: ****) foi um aeroporto, localizado no município de Simão Dias, no estado de Sergipe. Situado a 85 quilômetros da capital Aracaju.
O código ICAO (SNOC) não é mais utilizado pelo aeródromo que está fechado. Esse mesmo código (SNOC) é utilizado pelo Aeroporto Morro do Chapéu, localizado em Morro do Chapéu/BA.
O campo de aviação localiza-se no bairro Bonfim, em Simão Dias. O prédio de passageiros já não existe, mas ainda existe a pista de pouso.